# 엘람 (성경 인물)
엘람(히브리어: עֵילָם)은 셈의 장자로서 홍수가 끝나던 해(성경 연대기상 BC 3043경, BC 2853경, BC 2455경)나, 또는 그 다음해 쯤에 태어난 것으로 보인다.
엘람은 장자이면서도 계보를 잇지 못하였는데 그 이유를 성경은 기록하지 않고 있다.
따라서 계보는 셋째 아들인 아르박삿으로 이어졌다.
홍수가 끝난 후 노아의 아들들(셈, 함, 야벳)의 후손들은 각각 흩어져 나라를 이루게 되는데, 그때 셈의 장자인 엘람은 이란 고원지대로 갔고, 둘째인 앗수르는 앗수르 지방으로, 그리고 아르박삿은 시날 평원, 또 넷째인 아람은 유프라데스강을 건너 함의 아들 가나안이 사는 우가리트에 가까이 자리를 잡았고, 막내인 룻은 소아시아 반도 끝으로 가서 자리를 잡은 것으로 보인다.이렇게 흩어진 셈의 자손들 사이 사이에 함의 자손들이 끼어들어 살아가게 되는데, 이렇게 셈의 자손들 틈에 함의 자손들이 끼는 이유는 그 다음의 역사의 진행을 보면 알 수 있는 부분이 있다.
그것이 바로 성경에 기록된 니므롯이라는 걸출한 인물의 출현으로, 니므롯은 시날지방을 석권함은 물론, 앗수르 지방까지 나아가서 니느웨를 정복한 후, 니느웨와 갈라(기스로 보임) 사이에 레센(지금의 samarra로 보임)으로 이름한 큰 성을 세운다.(창세기 10:1-12)

## 엘람의 후손
그리고 그 다음에 등장하는 족속이 엘람이다. 엘람은 아브람 시대에 등장하여 한 장을 열게 되는데, 그것이 엘람왕 그돌라오멜이 시날왕 아므라벨과 엘라살 왕 아리옥과 동맹을 결성하고 사해 도성을 침공하는 사건이다. 조공을 바치기를 12년 동안 해 오던 사해 도성들 소돔, 고모라, 아드마, 스보임, 소알이 13년이 되는 해에 조공을 끊자, 14년이 되는 해 엘람왕 그돌라오멜이 동맹군을 결성하고 14년전에 쳐 내려오던 경로를 따라서 치고 내려와 사해 도성까지 치게 되는 역사를 만들었다.
그렇게하여 엘람왕 그돌라오멜은 사해 도성을 치고 재물과 종들을 약탈하고 아브람의 조카 롯까지 사로 잡아가게 된다.
이렇게 약탈을 하고 간 엘람왕 그돌라오멜과 동맹군은 이 소식을 듣고 뒤따라간 아브람과 동맹군(마므레, 에스골, 아넬)의 기습으로 패하고 도주하는 것으로 엘람의 기록은 끝나게 된다.(창세기 14:1-16)